# Ванькович, Валентий-Вильгельм
Валентий-Вильгельм Ванькович  (пол. Walenty Wilhelm Wańkowicz, бел. Валянцін (Валенцій-Вільгельм) Ваньковіч; 12 [24] мая 1800, Калюжица, Минская губерния — 12 мая 1842[…], Париж) ― белорусский живописец, представитель романтизма.

## Биография
Родился в средне зажиточной дворянской (шляхетской) семье игуменского уездного судьи Мельхиора Ваньковича и Схоластики Горецкой, сестры известного польского поэта Антония Горецкого.
Детские годы прошли в Слепянке (ныне — микрорайон Минска). Учился в Полоцком иезуитском коллегиуме, затем в Виленском университете (1818—1824) у Яна Рустема и в Петербургской Академии художеств (с 1824).
Позже жил в имении Ваньковичей в Слепянке (ныне ул. Филимонова, дом сохранился), там же бывали его друзья ― Станислав Монюшко, Винцент Дунин-Марцинкевич и др. Имел усадьбу в тогдашнем пригороде Минска Малой Слепянке (дом не сохранился), где устроил мастерскую.
С началом восстания 1830-1831 годов в Польше, Литве и Беларуси имел намерение присоединиться к повстанцам (купил оружие и коня), но длительная болезнь не дала осуществиться этому.
В 1839 выехал за границу. Перед отъездом написал завещание в пользу жены. Посетил Мюнхен (в 1840 участвовал там в выставке), Дрезден, Берлин, а 15 сентября 1841 приехал в Париже и обосновался в доме своего друга А. Мицкевича на улице Д'Амстердам.
Умер в Париже от туберкулеза на руках у Адама Мицкевича, который записал его завещание: часть своих картин художник передал своей семье и друзьям юности — А. Мицкевичу и А. Товянскому, остальные были проданы с аукциона за долги, но суммы на всю выплату не хватило. Похоронен на кладбище Монмартр.

## Творчество
Первым учителем Ваньковича в живописи был будущий генерал ордена иезуитов Габриэль Грубер, миниатюрист.
Молодой Ванькович в свободное от учёбы время читал старые книги, собранные в библиотеке иезуитов, и копировал картины, находящиеся в монастыре. Заканчивая шестой класс, он уже умел рисовать миниатюры и портреты маслом, совершенствуя рисунок и цвет.
Но только Вильно дал по настоящему проявиться таланту 16-летнего юноши. Он записался в Виленский университет, и его приняли на факультет рисования после представления своих работ. Вскоре на первой художественной выставке факультета изящных искусств, молодой художник получил широкое признание своего творчества, превосходя своих коллег получением первой награды.
Около 1821 года Ванькович познакомился в университете с земляком ― Адамом Мицкевичем. Они слушали один и тот же курс лекций, быстро подружились. Их отношения стали особо близки после того, как миниатюра панны Верещаковской, которая очень нравилась Мицкевичу, попала в его руки. За это поэт поблагодарил художника стихотворением «Do malarza» («Художнику»). От этого времени остался пастельный рисунок Мицкевича с натуры.
Профессора любили Ваньковича за скромность, а больше всех гордился им сам Ян Рустем, в то время они работали в одной мастерской. Ваньковича направили от Виленского университета на обучение в Императорскую Академию художеств в течение четырёх лет. Награждался медалями Академии: малая серебряная (1825), большая серебряная (1826), малая золотая (1827) за программу «Подвиг молодого киевлянина». Получил звание «назначенного в академики» портретной живописи (1832).
После четырёх лет обучения в Академии художеств вернулся обратно в Слепянку.
После 1830 года рисование миниатюр перестало интересовать художника, его привлекало теперь только историческая тематика, и только в этом направлении он хотел работать.
Однако и до его имения в Слепянке дошло влияние науки Анджея Товяньского. Это негативно отразилось на творческом запале художника. Вначале в нём ещё был жив давний энтузиазм. Ванькович был человеком амбициозным, но успехи в Вильно и Петербурге не имели продолжения. Однако, в сорокалетнем художнике вновь пробудилась жажда новых успехов. Он оставил свой дом и страну, и уехал за границу.

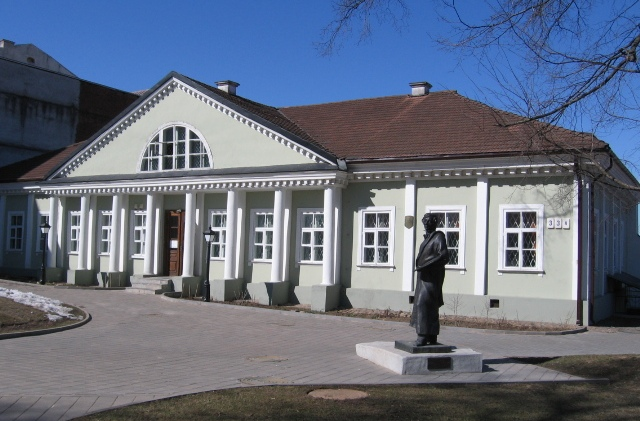
Музей «Дом Ваньковичей» в Минске (2011)

В Париже он приобщился к белорусско-польской эмигрантской среде, вновь оказался близ Адама Мицкевича. Здесь Ванькович подпал под сильное влияние мистицизма и товианизма. Единственным настоящим другом среди этой духовной борьбы оставался Мицкевич, к которому он переехал в последние дни своей жизни.
Творчество связано с художественной жизнью Беларуси и России. Автор портретов А. Мицкевича, А. Горецкого, М. Шимановской, К. Липинского, Э. и С. Хоминских, А Товянского, А. Монюшко и др. Примечательны картины «Подвиг молодого киевлянина при осаде Киева печенегами в 968 году», «Мицкевич на скале Аю-Даг» (1828), «Наполеон у костра» (1834). Среди работ литографии «Автопортрет», «Голова старика», рисунки «Вид руин в Италии», «Пейзаж».

## Семья
- Супруга — Анеля Ростоцкая.

Сыновья:
- Адам-Викентий;
- Казимир-Адам;
- Ванькович, Ян-Эдвард (1834—1899), один из руководителей польского восстания 1863—1864.

## Память
- Имя В. Ваньковича носят улицы в Минске и Гродно.

- В Минске действует Дом-музей Ваньковичей — памятник дворцово-парковой архитектуры эпохи классицизма — филиал Национального художественного музея Республики Беларусь. В залах музея экспонируются архивные документы, фотографии работ Валентина Ваньковича (оригиналов нет). Большинство экспонатов была одолжена из музеев в Варшаве[10].

Рядом с усадьбой установлен памятник художнику.

## Галерея

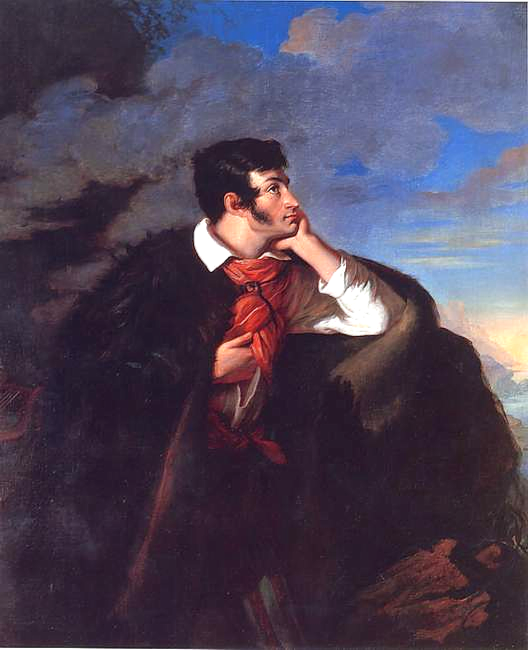
Адам Мицкевич,1827-1828
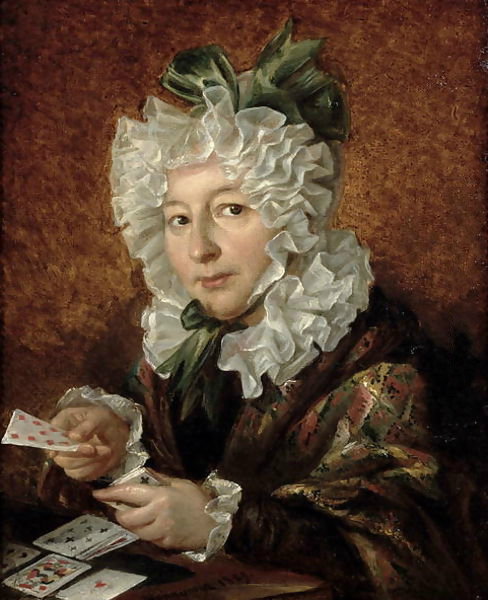
Женщина раскладывает пасьянс, 1829
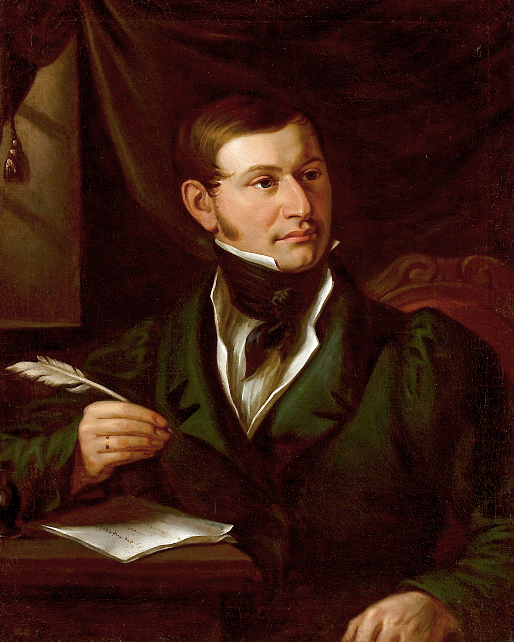
Андрей Товянский, ок.1830
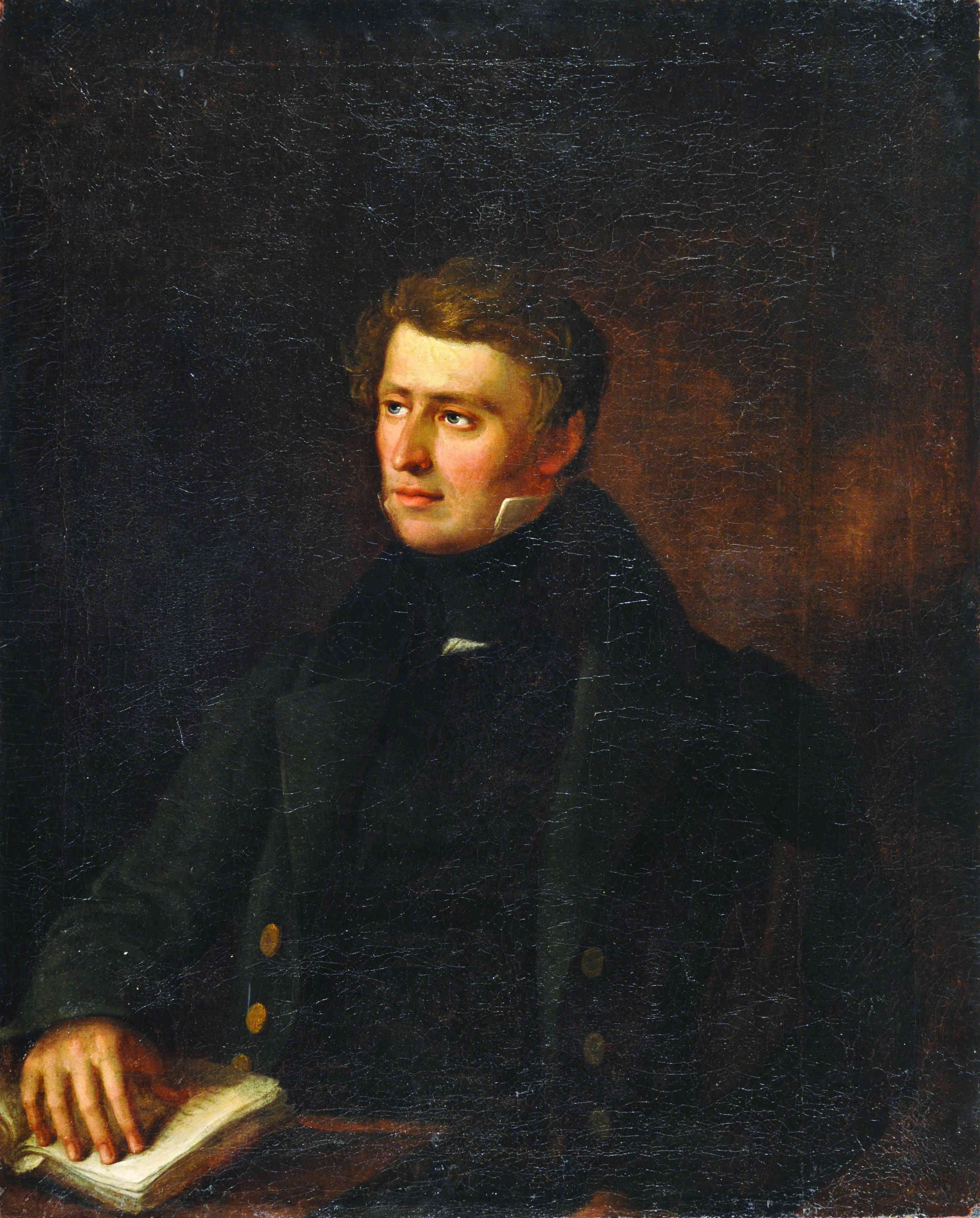
Томаш Зан, 1837 (из корпоративной коллекции Белгазпромбанка)
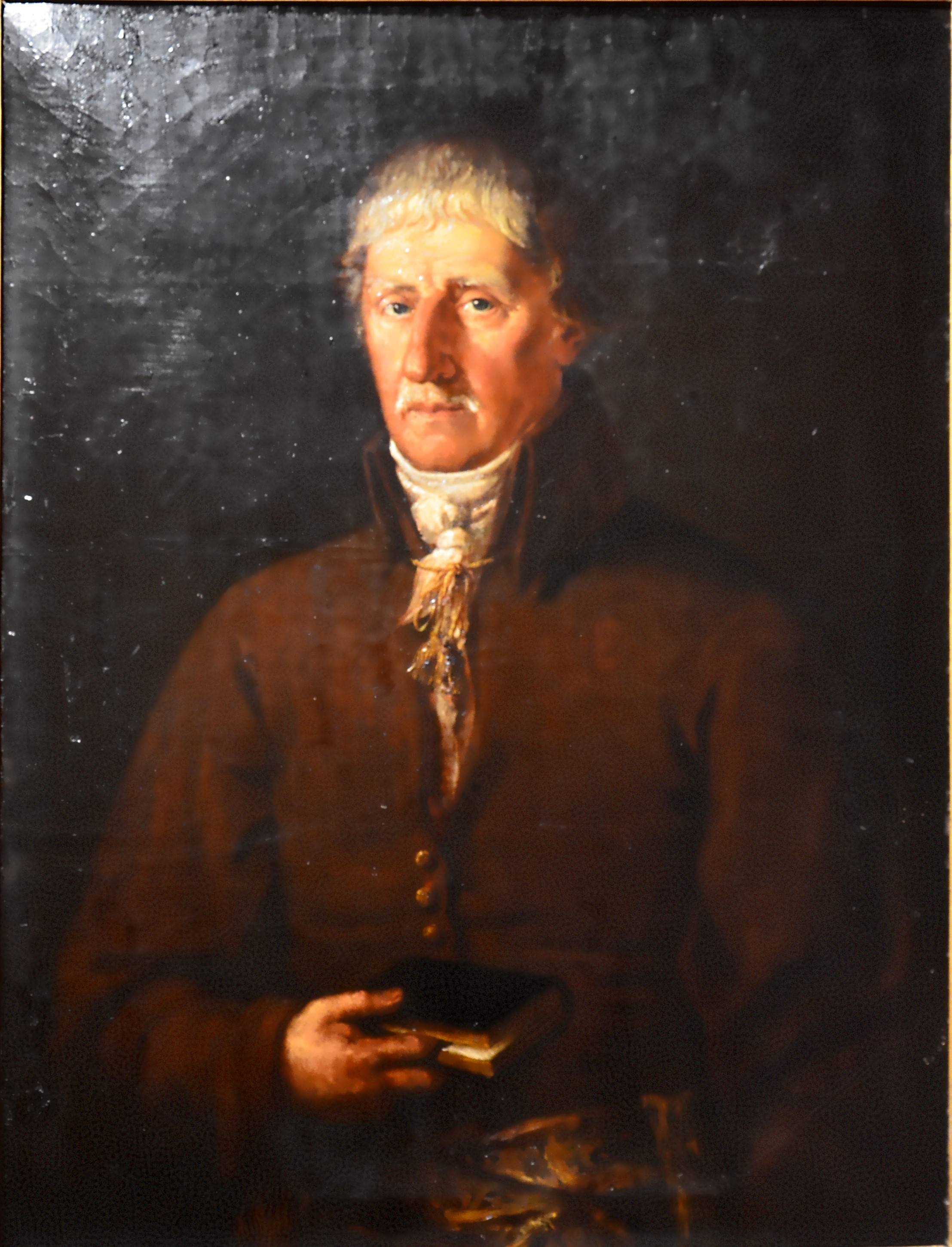
Мужской портрет. Галерея польской живописи в Белостоке